# Holbay László
Holbay László, Hlavicska (Érsekújvár, 1923. december 30. - Érsekújvár, 2015. április 23.) csehszlovákiai magyar pedagógus, író, költő.

## Élete
1943-ban érettségizett Érsekújvárott. 1959-ben levelezői tagozaton elvégezte a pozsonyi Pedagógiai Főiskolát, majd Naszvadon és Érsekújvárott tanított.
1945–1948 között egykori diáktársaival irodalmi kört hozott létre, és írógéppel sokszorosított versfüzetet is összeállított (Erzsikék). A szamizdat Menedék, illetve a Fáklya és a Hét közölte verseit. A magyar forradalom köszöntését követően tiltólistára került. A bársonyos forradalmat követően újból megjelenhettek írásai.
Írói álneve: Hamvas László.

## Művei
- 1996 Reggeli Londonban – Üzenet a föld alól (kisregény)
- 1997 Elhallgatott énekek (versek)
- 2000 Megőszült éjszakák
- 2001 Francia táska (regény)
- 2002 Költő a Grand Canyonnál (útirajz)
- 2003 111 vers (versek)
- 2003 Margaréta (versek)
- 2007 112 vers
- 2007 Rendkívüli világnap
- 2011 Egy ismeretlen veréb mennybemenetele (elbeszélés)